# Claudia Fritzsche
Claudia Fritzsche (* 1981) ist eine deutsche Schauspielerin.

## Leben
Als Jugendliche wirkte Fritzsche in der Geschichtsparodie Sonnenallee mit. Ihre Schauspielausbildung absolvierte sie von 2002 bis 2006 an der Hochschule für Schauspielkunst Ernst Busch in Berlin. Bereits währenddessen drehte sie diverse Kino-Produktionen, hatte beispielsweise eine kleine Nebenrolle in dem von Til Schweiger produzierten Film Keinohrhasen und wirkte im Berliner Ensemble und im Theater Oberhausen, beispielsweise in Die Ratten mit. In der Spielzeit 2009/2010 war sie für „Schwarze Jungfrauen“ am Theater der jungen Welt präsent.

## Filmografie
- 1997: Der Sohn des verrückten Dichters
- 1999: Sonnenallee
- 2000: Die Schule am See (Fernsehserie; Episode: Der Wettkampf)
- 2004: Klassenfahrt – Geknutscht wird immer (Fernsehfilm)
- 2007: Tatort – Sterben für die Erben
- 2007: Keinohrhasen
- 2008: 1 1/2 Ritter – Auf der Suche nach der hinreißenden Herzelinde
- 2009: Hexe Lilli – Der Drache und das magische Buch
- 2010: Polizeiruf 110 – Die Lücke, die der Teufel lässt (Fernsehfilm)
- 2010: Siebenstein: Verhixt
- 2011: Hexe Lilli – Die Reise nach Mandolan
- 2011: Das Duo – Tödliche Nähe (Fernsehserie)
- 2012: Und weg bist du (Fernsehfilm)
- 2012: Unter Frauen
- 2012: Willkommen im Krieg
- 2014: Alles Verbrecher – Eiskalte Liebe
- 2015: Alles Verbrecher – Leiche im Keller

## Auszeichnungen
- „Präsidentinnen“, Oberhausener Theaterpreis für die Rolle Mariedl